# 瀋北新区
瀋北新区（しんほくしんく）は、中華人民共和国遼寧省瀋陽市に位置する市轄区。

## 地理
瀋北新区は瀋陽市街区の北郊外に位置する。区域には輝山農業高新技術開発区、虎石台経済技術開発区、道義国家級星火技術密集区が立地し、おおまかに蒲河新城、新城子現代副城二地区に分類される。

## 歴史
2006年10月、新城子区と輝山農業高新技術開発区が統合され瀋北新区が設立された。

## 行政区画
9街道と農場などを管轄する。
- 街道：新城子街道、清水台街道、輝山街道、道義街道、虎石台街道、財落街道、馬剛街道、黄家街道、興隆台街道
- 青年農場、前進農場、育新農場、瀋北新区示範農場、瀋北新区馬剛林場、瀋北新区種畜場

## 交通

### 鉄道
- 中国国家鉄路集団
  - 京哈線
- 瀋陽地下鉄
  - 2号線

### 道路
- 高速道路
  -  京哈高速道路
  -  康瀋高速道路（中国語版）
  -  瀋陽環状高速道路
- 国道
  -  G101国道
  -  G102国道
  -  G203国道（中国語版）